# 平和里 (台南市)
平和里是位於臺灣臺南市學甲區東北角的一個里，位於急水溪兩側。

## 歷史
平和里原分為平東里與平西里。其中平東里為二百年前由學甲地區人口遷居至此墾田，後沿舊居地命名為「學甲寮」，1968年隨學甲升格為鎮後調整為平東里，其位於西平寮的東邊，西平寮設平西村(平西里)，因此命名為平東；平西里，舊名為「西平寮」，位於「宅仔港」與「學甲寮」之間，是在學甲寮的西邊墾田之村莊，於戰後更名為平西村，1968年隨學甲升格為鎮調整為平西里。2006年2月1日行政區域調整，平東里與平西里合併為平和里。

## 信仰
- 學甲寮慈照宮：主祀保生大帝，為學甲慈濟宮分靈。是學甲十三莊學甲寮的莊廟之一。[3]
- 西平寮慈良宮：主祀保生大帝。
- 西平寮慈華宮：主祀保生大帝。
- 學甲大埔口保安宮：主祀保生大帝。

## 社區發展協會
- 平西社區發展協會[4]